# Monardia fumea
Monardia fumea är en tvåvingeart som beskrevs av Jaschhof 2004. Monardia fumea ingår i släktet Monardia och familjen gallmyggor. Inga underarter finns listade i Catalogue of Life.